# Ethiopie
Ethiopie ist ein französischer Benefizsong für Afrika, aufgenommen wurde er 1985 von der aus zahlreichen bekannten französischen Musikern bestehenden Band Chanteurs Sans Frontières, Initiator des Projektes war Renaud. Nachdem bereits Großbritannien mit Band Aid (Do They Know It’s Christmas?), die USA mit USA for Africa (We Are the World) und Deutschland mit der Band für Afrika (Nackt im Wind) ähnliche Projekte gestartet hatten, wollten nun auch die Franzosen mittels eines Songs Geld für Afrika, in diesem Fall speziell für die Nichtregierungsorganisation Ärzte ohne Grenzen (im Französischen Médecins sans frontières, daher auch der Bandname) sammeln.
Geschrieben wurde der Song von Franck Langolff (Musik) und Renaud (Text). 
Die Single verkaufte sich bereits innerhalb der ersten vier Monate zwei Millionen Mal.

## Sänger
(in alphabetischer Reihenfolge)
- Hugues Aufray
- Jean-Louis Aubert
- Josiane Balasko
- Daniel Balavoine
- Didier Barbelivien
- Axel Bauer
- Michel Berger
- Richard Berry
- Gérard Blanchard
- Francis Cabrel
- Louis Chédid
- Hervé Christiani
- Christophe
- Julien Clerc
- Coluche
- Charlélie Couture
- Lily Drop
- Gérard Depardieu
- Michel Delpech
- Diane Dufresne
- France Gall
- Jean-Jacques Goldman
- Richard Gotainer
- Jacques Higelin
- Valérie Lagrange
- Catherine Lara
- Maxime Le Forestier
- Jeane Manson
- Renaud
- Nicolas Peyrac
- Véronique Sanson
- Alain Souchon
- Téléphone
- Diane Tell
- Fabienne Thibault
- Trust
- Laurent Voulzy